# Бродовское сельское поселение (Воронежская область)
Бродовское сельское поселение — муниципальное образование Аннинского района Воронежской области России.
Административный центр — село Бродовое.

## Административное деление
Состав поселения:
- село Бродовое.

## Население
| 2000  | 2005  | 2010  | 2012  | 2013  | 2014  | 2015  | 2016  | 2017  |
| ----- | ----- | ----- | ----- | ----- | ----- | ----- | ----- | ----- |
| 1472  | ↘1443 | ↘1337 | ↘1288 | ↘1256 | ↘1229 | ↗1234 | ↘1214 | ↗1231 |
| 2018  | 2019  | 2020  | 2021  |       |       |       |       |       |
| ↘1228 | ↘1203 | ↘1197 | ↗1239 |       |       |       |       |       |